# Ackersand
Ackersand ist eine kleine Ortschaft in der Gemeinde Stalden im Kanton Wallis.
Die Ortschaft liegt auf einer Höhe von rund 700 m ü. M. an der Vispa in der Ebene des Vispertals.
Dort befindet sich eine Kreuzungsstelle der Matterhorn-Gotthard-Bahn an der Strecke der ehemaligen Brig-Visp-Zermatt-Bahn. Die Hauptstrasse 212 von Visp nach Saas-Fee führt durch die Ortschaft. Dort an der Strasse auf Höhe der Kreuzungsstelle befindet sich die Postauto-Haltestelle «Stalden VS, Ackersand/Post», die von Postautos der Linie Visp–Stalden bedient wird.
Ackersand ist gemäss dem nationalen Wetterdienst MeteoSchweiz mit einem mittleren Jahresniederschlag von 545 mm in der Periode 1981–2010 der trockenste Ort der Schweiz.